# Championship League Snooker 2019
Championship League Snooker 2019 – dwunasta edycja zawodów snookerowych rozgrywanych w Ricoh Arena w Coventry (Grupa 1–6), i Barnsley Metrodome w Barnsley (Grupa 7 i Zwycięzców) w Anglii. W turnieju wystąpiło 25 zawodników, którzy w 8 grupach rozegranych na przestrzeni dwóch miesięcy (1 stycznia–14 marca) rozegrali swoje mecze.

## Format turnieju
- Wszystkie mecze rozgrywane były do 3 wygranych frejmów.
- Kryteria klasyfikowania zawodników w grupach: większa liczba zdobytych punktów, większa liczba wygranych frejmów, mniejsza liczba przegranych frejmów, zwycięzca bezpośredniego spotkania.
- W grupie 1 rywalizuje 7 zawodników systemem każdy z każdym. 4 najlepszych awansowało do play-offów, których zwycięzca przechodził do tzw. Grupy Zwycięzców. Przegrani w play-offach oraz 5. zawodnik z grupy przechodzili do rozgrywek grupy 2, gdzie do rywalizacji dołączało kolejnych 3 graczy. Zawodnicy zajmujący 6. i 7. miejsce w danej grupie odpadali z zawodów. System rozgrywek powtarzał się przez kolejnych 7 grup.
- Po rozgrywkach w 7 grupach wyłonionych zostało 7 uczestników grupy zwycięzców, w której rywalizacja toczyła się na podobnych zasadach, jak w poprzednich grupach. Zwycięzca finału grupy zwycięzców został triumfatorem całego turnieju.

## Zawodnicy
Grupa 1 (1-2.01.2019): Neil Robertson, Jack Lisowski, Ricky Walden, Anthony Hamilton, Jimmy Robertson, Mark King, Robert Milkins

Grupa 2 (3-4.01.2019): Kyren Wilson, Luca Brecel, Judd Trump + 4 snookerzystów z grupy 1

Grupa 3 (7-8.01.2019): Stuart Bingham, Barry Hawkins, Mark Selby + 4 snookerzystów z grupy 2

Grupa 4 (9-10.01.2019): Graeme Dott, Allister Carter, Ryan Day + 4 snookerzystów z grupy 3

Grupa 5 (21-22.01.2019): Joe Perry, Anthony McGill, Stephen Maguire, David Gilbert + 3 snookerzystów z grupy 4

Grupa 6 (23-24.01.2019): Martin Gould, Xiao Guodong + 5 snookerzystów z grupy 5

Grupa 7 (11-12.03.2019): Michael White, Ding Junhui, John Higgins, Tom Ford, Noppon Saengkham + 2 snookerzystów z grupy 6
Grupa zwycięzców (13-14.03.2019): 7 zwycięzców poszczególnych grup

## Nagrody

### Grupy 1-7
- Zwycięzca – 3,000 £
- Finalista – 2,000 £
- Półfinaliści – 1,000 £
- Wygrany frejm (faza grupowa) – 100 £
- Wygrany frejm (faza play-off) – 300 £
- Najwyższy break – 500£

### Grupa Zwycięzców
- Zwycięzca – 10,000 £
- Finalista – 5,000 £
- Półfinaliści – 3,000 £
- Wygrany frejm (faza grupowa) – 200 £
- Wygrany frejm (faza play-off) – 300 £
- Najwyższy break – 1,000 £

Łączna pula nagród – 205 000 £

## Grupa 1
| Miejsce |                  | ROB | LIS | WAL | HAM | ROB | KIN | MIL | Frejmy W–L | Mecze W–L | Punkty |
| ------- | ---------------- | --- | --- | --- | --- | --- | --- | --- | ---------- | --------- | ------ |
| 1       | Neil Robertson   | X   | 3   | 1   | 2   | 3   | 3   | 3   | 15-9       | 4-2       | 4      |
| 2       | Jack Lisowski    | 1   | X   | 2   | 3   | 1   | 3   | 3   | 14-13      | 4-2       | 4      |
| 3       | Ricky Walden     | 3   | 2   | X   | 3   | 0   | 1   | 3   | 12-11      | 3-3       | 3      |
| 4       | Anthony Hamilton | 3   | 2   | 1   | X   | 3   | 0   | 3   | 12-13      | 3-3       | 3      |
| 5       | Jimmy Robertson  | 1   | 3   | 3   | 1   | X   | 3   | 0   | 11-11      | 3-3       | 3      |
| 6       | Mark King        | 0   | 1   | 3   | 1   | 1   | X   | 3   | 11-12      | 3-3       | 3      |
| 7       | Robert Milkins   | 1   | 2   | 0   | 1   | 3   | 2   | X   | 9-15       | 1-5       | 1      |

- Neil Robertson 3-1 Jack Lisowski
- Jimmy Robertson 0-3 Robert Milkins
- Anthony Hamilton 3-2 Neil Robertson
- Mark King 3-1 Ricky Walden
- Robert Milkins 2-3 Mark King
- Jack Lisowski 1-3 Jimmy Robertson
- Neil Robertson 3-1 Jimmy Robertson
- Ricky Walden 3-1 Anthony Hamilton
- Jack Lisowski 3-2 Robert Milkins
- Mark King 3-0 Anthony Hamilton
- Ricky Walden 3-0 Robert Milkins
- Jimmy Robertson 1-3 Anthony Hamilton
- Neil Robertson 1-3 Ricky Walden
- Jack Lisowski 3-1 Mark King
- Jimmy Robertson 3-0 Ricky Walden
- Robert Milkins 1-3 Anthony Hamilton
- Neil Robertson 3-0 Mark King
- Jack Lisowski 3-2 Anthony Hamilton
- Jimmy Robertson 3-1 Mark King
- Jack Lisowski 3-2 Ricky Walden
- Neil Robertson 3-1 Robert Milkins

|  |                          |                          |                          |               |   |                      |                      |                      |
|  | Półfinały Do 3 wygranych | Półfinały Do 3 wygranych | Półfinały Do 3 wygranych |               |   | Finał Do 3 wygranych | Finał Do 3 wygranych | Finał Do 3 wygranych |
|  | Półfinały Do 3 wygranych | Półfinały Do 3 wygranych | Półfinały Do 3 wygranych |               |   | Finał Do 3 wygranych | Finał Do 3 wygranych | Finał Do 3 wygranych |
|  |                          |                          |                          |               |   |                      |                      |                      |
|  |                          |                          |                          |               |   |                      |                      |                      |
|  | Australia                | Neil Robertson           | 3                        |               |   |                      |                      |                      |
|  | Australia                | Neil Robertson           | 3                        |               |   |                      |                      |                      |
|  | Anglia                   | Anthony Hamilton         | 0                        |               |   |                      |                      |                      |
|  | Anglia                   | Anthony Hamilton         | 0                        |               |   | Australia            | Neil Robertson       | 3                    |
|  |                          |                          |                          |               |   | Australia            | Neil Robertson       | 3                    |
|  |                          |                          | Anglia                   | Jack Lisowski | 0 |                      |                      |                      |
|  | Anglia                   | Jack Lisowski            | Anglia                   | Jack Lisowski | 0 | 3                    |                      |                      |
|  | Anglia                   | Jack Lisowski            |                          |               |   |                      |                      |                      |
|  | Anglia                   | Ricky Walden             | 1                        |               |   |                      |                      |                      |
|  | Anglia                   | Ricky Walden             | 1                        |               |   |                      |                      |                      |
|  |                          |                          |                          |               |   |                      |                      |                      |

## Grupa 2
| Miejsce |                  | LIS | BRE | WIL | ROB | TRU | WAL | HAM | Frejmy W–L | Mecze W–L | Punkty |
| ------- | ---------------- | --- | --- | --- | --- | --- | --- | --- | ---------- | --------- | ------ |
| 1       | Jack Lisowski    | X   | 3   | 3   | 1   | 3   | 3   | 3   | 16-10      | 5-1       | 5      |
| 2       | Luca Brecel      | 0   | X   | 0   | 3   | 3   | 3   | 3   | 12-10      | 4-2       | 4      |
| 3       | Kyren Wilson     | 2   | 3   | X   | 2   | 0   | 3   | 3   | 13-12      | 3-3       | 3      |
| 4       | Jimmy Robertson  | 3   | 2   | 3   | X   | 1   | 1   | 3   | 13-14      | 3-3       | 3      |
| 5       | Judd Trump       | 1   | 1   | 3   | 3   | X   | 3   | 0   | 11-12      | 3-3       | 3      |
| 6       | Ricky Walden     | 2   | 0   | 2   | 3   | 2   | X   | 3   | 12-14      | 2-4       | 2      |
| 7       | Anthony Hamilton | 2   | 1   | 1   | 2   | 3   | 1   | X   | 10-15      | 1-5       | 1      |

- Judd Trump 3-0 Kyren Wilson
- Luca Brecel 3-2 Jimmy Robertson
- Anthony Hamilton 3-0 Judd Trump
- Ricky Walden 2-3 Jack Lisowski
- Kyren Wilson 3-0 Luca Brecel
- Jimmy Robertson 1-3 Ricky Walden
- Judd Trump 1-3 Luca Brecel
- Jack Lisowski 3-2 Anthony Hamilton
- Kyren Wilson 2-3 Jimmy Robertson
- Ricky Walden 3-1 Anthony Hamilton
- Jack Lisowski 1-3 Jimmy Robertson
- Luca Brecel 3-1 Anthony Hamilton
- Judd Trump 1-3 Jack Lisowski
- Kyren Wilson 3-2 Ricky Walden
- Luca Brecel 0-3 Jack Lisowski
- Jimmy Robertson 3-2 Anthony Hamilton
- Judd Trump 3-2 Ricky Walden
- Kyren Wilson 3-1 Anthony Hamilton
- Luca Brecel 3-0 Ricky Walden
- Kyren Wilson 2-3 Jack Lisowski
- Judd Trump 3-1 Jimmy Robertson

|  |                          |                          |                          |             |   |                      |                      |                      |
|  | Półfinały Do 3 wygranych | Półfinały Do 3 wygranych | Półfinały Do 3 wygranych |             |   | Finał Do 3 wygranych | Finał Do 3 wygranych | Finał Do 3 wygranych |
|  | Półfinały Do 3 wygranych | Półfinały Do 3 wygranych | Półfinały Do 3 wygranych |             |   | Finał Do 3 wygranych | Finał Do 3 wygranych | Finał Do 3 wygranych |
|  |                          |                          |                          |             |   |                      |                      |                      |
|  |                          |                          |                          |             |   |                      |                      |                      |
|  | Anglia                   | Jack Lisowski            | 3                        |             |   |                      |                      |                      |
|  | Anglia                   | Jack Lisowski            | 3                        |             |   |                      |                      |                      |
|  | Anglia                   | Jimmy Robertson          | 2                        |             |   |                      |                      |                      |
|  | Anglia                   | Jimmy Robertson          | 2                        |             |   | Anglia               | Jack Lisowski        | 3                    |
|  |                          |                          |                          |             |   | Anglia               | Jack Lisowski        | 3                    |
|  |                          |                          | Belgia                   | Luca Brecel | 0 |                      |                      |                      |
|  | Belgia                   | Luca Brecel              | Belgia                   | Luca Brecel | 0 | 3                    |                      |                      |
|  | Belgia                   | Luca Brecel              |                          |             |   |                      |                      |                      |
|  | Anglia                   | Kyren Wilson             | 2                        |             |   |                      |                      |                      |
|  | Anglia                   | Kyren Wilson             | 2                        |             |   |                      |                      |                      |
|  |                          |                          |                          |             |   |                      |                      |                      |

## Grupa 3
| Miejsce |                 | BIN | HAW | SEL | TRU | BRE | WIL | ROB | Frejmy W–L | Mecze W–L | Punkty |
| ------- | --------------- | --- | --- | --- | --- | --- | --- | --- | ---------- | --------- | ------ |
| 1       | Stuart Bingham  | X   | 2   | 3   | 2   | 3   | 3   | 3   | 16-10      | 4-2       | 4      |
| 2       | Barry Hawkins   | 3   | X   | 3   | 3   | 3   | 0   | 2   | 14-9       | 4-2       | 4      |
| 3       | Mark Selby      | 2   | 0   | X   | 3   | 3   | 3   | 3   | 14-11      | 4-2       | 4      |
| 4       | Judd Trump      | 3   | 1   | 1   | X   | 2   | 3   | 3   | 13-13      | 3-3       | 3      |
| 5       | Luca Brecel     | 1   | 0   | 1   | 3   | X   | 3   | 3   | 11-13      | 3-3       | 3      |
| 6       | Kyren Wilson    | 0   | 3   | 1   | 1   | 2   | X   | 3   | 10-12      | 2-4       | 2      |
| 7       | Jimmy Robertson | 1   | 3   | 2   | 1   | 0   | 0   | X   | 7-17       | 1-5       | 1      |

- Mark Selby 0-3 Barry Hawkins
- Stuart Bingham 2-3 Judd Trump
- Jimmy Robertson 2-3 Mark Selby
- Kyren Wilson 2-3 Luca Brecel
- Barry Hawkins 3-2 Stuart Bingham
- Judd Trump 3-1 Kyren Wilson
- Mark Selby 2-3 Stuart Bingham
- Luca Brecel 3-0 Jimmy Robertson
- Barry Hawkins 3-1 Judd Trump
- Kyren Wilson 3-0 Jimmy Robertson
- Luca Brecel 3-2 Judd Trump
- Stuart Bingham 3-1 Jimmy Robertson
- Mark Selby 3-1 Luca Brecel
- Barry Hawkins 0-3 Kyren Wilson
- Stuart Bingham 3-1 Luca Brecel
- Judd Trump 3-1 Jimmy Robertson
- Mark Selby 3-1 Kyren Wilson
- Barry Hawkins 2-3 Jimmy Robertson
- Stuart Bingham 3-0 Kyren Wilson
- Barry Hawkins 3-0 Luca Brecel
- Mark Selby 3-1 Judd Trump

|  |                          |                          |                          |               |   |                      |                      |                      |
|  | Półfinały Do 3 wygranych | Półfinały Do 3 wygranych | Półfinały Do 3 wygranych |               |   | Finał Do 3 wygranych | Finał Do 3 wygranych | Finał Do 3 wygranych |
|  | Półfinały Do 3 wygranych | Półfinały Do 3 wygranych | Półfinały Do 3 wygranych |               |   | Finał Do 3 wygranych | Finał Do 3 wygranych | Finał Do 3 wygranych |
|  |                          |                          |                          |               |   |                      |                      |                      |
|  |                          |                          |                          |               |   |                      |                      |                      |
|  | Anglia                   | Stuart Bingham           | 2                        |               |   |                      |                      |                      |
|  | Anglia                   | Stuart Bingham           | 2                        |               |   |                      |                      |                      |
|  | Anglia                   | Judd Trump               | 3                        |               |   |                      |                      |                      |
|  | Anglia                   | Judd Trump               | 3                        |               |   | Anglia               | Judd Trump           | 3                    |
|  |                          |                          |                          |               |   | Anglia               | Judd Trump           | 3                    |
|  |                          |                          | Anglia                   | Barry Hawkins | 0 |                      |                      |                      |
|  | Anglia                   | Barry Hawkins            | Anglia                   | Barry Hawkins | 0 | 3                    |                      |                      |
|  | Anglia                   | Barry Hawkins            |                          |               |   |                      |                      |                      |
|  | Anglia                   | Mark Selby               | 2                        |               |   |                      |                      |                      |
|  | Anglia                   | Mark Selby               | 2                        |               |   |                      |                      |                      |
|  |                          |                          |                          |               |   |                      |                      |                      |

## Grupa 4
| Miejsce |                 | SEL | BIN | HAW | CAR | BRE | DAY | DOT | Frejmy W–L | Mecze W–L | Punkty |
| ------- | --------------- | --- | --- | --- | --- | --- | --- | --- | ---------- | --------- | ------ |
| 1       | Mark Selby      | X   | 3   | 3   | 1   | 3   | 3   | 3   | 16-7       | 5-1       | 5      |
| 2       | Stuart Bingham  | 2   | X   | 0   | 3   | 3   | 3   | 2   | 13-11      | 3-3       | 3      |
| 3       | Barry Hawkins   | 1   | 3   | X   | 3   | 1   | 0   | 3   | 11-10      | 3-3       | 3      |
| 4       | Allister Carter | 3   | 1   | 0   | X   | 1   | 3   | 3   | 11-12      | 3-3       | 3      |
| 5       | Luca Brecel     | 0   | 0   | 3   | 3   | X   | 3   | 1   | 10-13      | 3-3       | 3      |
| 6       | Ryan Day        | 1   | 1   | 3   | 1   | 2   | X   | 3   | 11-14      | 2-4       | 2      |
| 7       | Graeme Dott     | 0   | 3   | 1   | 1   | 3   | 2   | X   | 10-15      | 2-4       | 2      |

- Ryan Day 1-3 Allister Carter
- Graeme Dott 3-1 Luca Brecel
- Stuart Bingham 3-1 Ryan Day
- Mark Selby 3-1 Barry Hawkins
- Allister Carter 3-1 Graeme Dott
- Luca Brecel 0-3 Mark Selby
- Ryan Day 3-2 Graeme Dott
- Barry Hawkins 3-0 Stuart Bingham
- Allister Carter 1-3 Luca Brecel
- Mark Selby 3-2 Stuart Bingham
- Barry Hawkins 1-3 Luca Brecel
- Graeme Dott 3-2 Stuart Bingham
- Ryan Day 3-0 Barry Hawkins
- Allister Carter 3-1 Mark Selby
- Graeme Dott 1-3 Barry Hawkins
- Luca Brecel 0-3 Stuart Bingham
- Ryan Day 1-3 Mark Selby
- Allister Carter 1-3 Stuart Bingham
- Graeme Dott 0-3 Mark Selby
- Allister Carter 0-3 Barry Hawkins
- Ryan Day 2-3 Luca Brecel

|  |                          |                          |                          |                |   |                      |                      |                      |
|  | Półfinały Do 3 wygranych | Półfinały Do 3 wygranych | Półfinały Do 3 wygranych |                |   | Finał Do 3 wygranych | Finał Do 3 wygranych | Finał Do 3 wygranych |
|  | Półfinały Do 3 wygranych | Półfinały Do 3 wygranych | Półfinały Do 3 wygranych |                |   | Finał Do 3 wygranych | Finał Do 3 wygranych | Finał Do 3 wygranych |
|  |                          |                          |                          |                |   |                      |                      |                      |
|  |                          |                          |                          |                |   |                      |                      |                      |
|  | Anglia                   | Mark Selby               | 3                        |                |   |                      |                      |                      |
|  | Anglia                   | Mark Selby               | 3                        |                |   |                      |                      |                      |
|  | Anglia                   | Allister Carter          | 1                        |                |   |                      |                      |                      |
|  | Anglia                   | Allister Carter          | 1                        |                |   | Anglia               | Mark Selby           | 1                    |
|  |                          |                          |                          |                |   | Anglia               | Mark Selby           | 1                    |
|  |                          |                          | Anglia                   | Stuart Bingham | 3 |                      |                      |                      |
|  | Anglia                   | Stuart Bingham           | Anglia                   | Stuart Bingham | 3 | 3                    |                      |                      |
|  | Anglia                   | Stuart Bingham           |                          |                |   |                      |                      |                      |
|  | Anglia                   | Barry Hawkins            | 1                        |                |   |                      |                      |                      |
|  | Anglia                   | Barry Hawkins            | 1                        |                |   |                      |                      |                      |
|  |                          |                          |                          |                |   |                      |                      |                      |

## Grupa 5
Luca Brecel wycofał się z turnieju.
| Miejsce |                 | GIL | MAG | SEL | HAW | CAR | MCG | PER | Frejmy W–L | Mecze W–L | Punkty |
| ------- | --------------- | --- | --- | --- | --- | --- | --- | --- | ---------- | --------- | ------ |
| 1       | David Gilbert   | X   | 1   | 3   | 3   | 3   | 3   | 3   | 16-10      | 5-1       | 5      |
| 2       | Stephen Maguire | 3   | X   | 3   | 2   | 3   | 3   | 0   | 14-10      | 4-2       | 4      |
| 3       | Mark Selby      | 2   | 2   | X   | 0   | 3   | 3   | 3   | 13-10      | 3-3       | 3      |
| 4       | Barry Hawkins   | 1   | 3   | 3   | X   | 1   | 1   | 3   | 12-12      | 3-3       | 3      |
| 5       | Allister Carter | 1   | 1   | 0   | 3   | X   | 3   | 3   | 11-13      | 3-3       | 3      |
| 6       | Anthony McGill  | 1   | 0   | 1   | 3   | 2   | X   | 3   | 10-15      | 2-4       | 2      |
| 7       | Joe Perry       | 2   | 3   | 0   | 1   | 1   | 2   | X   | 9-15       | 1-5       | 1      |

- Stephen Maguire 3-0 Anthony McGill
- Joe Perry 2-3 David Gilbert
- Allister Carter 1-3 Stephen Maguire
- Barry Hawkins 3-0 Mark Selby
- Anthony McGill 3-2 Joe Perry
- David Gilbert 3-1 Barry Hawkins
- Stephen Maguire 0-3 Joe Perry
- Mark Selby 3-0 Allister Carter
- Anthony McGill 1-3 David Gilbert
- Barry Hawkins 1-3 Allister Carter
- Mark Selby 2-3 David Gilbert
- Joe Perry 1-3 Allister Carter
- Stephen Maguire 3-2 Mark Selby
- Anthony McGill 3-1 Barry Hawkins
- Joe Perry 0-3 Mark Selby
- David Gilbert 3-1 Allister Carter
- Stephen Maguire 2-3 Barry Hawkins
- Anthony McGill 2-3 Allister Carter
- Joe Perry 1-3 Barry Hawkins
- Anthony McGill 1-3 Mark Selby
- Stephen Maguire 3-1 David Gilbert

|  |                          |                          |                          |            |   |                      |                      |                      |
|  | Półfinały Do 3 wygranych | Półfinały Do 3 wygranych | Półfinały Do 3 wygranych |            |   | Finał Do 3 wygranych | Finał Do 3 wygranych | Finał Do 3 wygranych |
|  | Półfinały Do 3 wygranych | Półfinały Do 3 wygranych | Półfinały Do 3 wygranych |            |   | Finał Do 3 wygranych | Finał Do 3 wygranych | Finał Do 3 wygranych |
|  |                          |                          |                          |            |   |                      |                      |                      |
|  |                          |                          |                          |            |   |                      |                      |                      |
|  | Anglia                   | David Gilbert            | 0                        |            |   |                      |                      |                      |
|  | Anglia                   | David Gilbert            | 0                        |            |   |                      |                      |                      |
|  | Anglia                   | Barry Hawkins            | 3                        |            |   |                      |                      |                      |
|  | Anglia                   | Barry Hawkins            | 3                        |            |   | Anglia               | Barry Hawkins        | 0                    |
|  |                          |                          |                          |            |   | Anglia               | Barry Hawkins        | 0                    |
|  |                          |                          | Anglia                   | Mark Selby | 3 |                      |                      |                      |
|  | Szkocja                  | Stephen Maguire          | Anglia                   | Mark Selby | 3 | 2                    |                      |                      |
|  | Szkocja                  | Stephen Maguire          |                          |            |   |                      |                      |                      |
|  | Anglia                   | Mark Selby               | 3                        |            |   |                      |                      |                      |
|  | Anglia                   | Mark Selby               | 3                        |            |   |                      |                      |                      |
|  |                          |                          |                          |            |   |                      |                      |                      |

## Grupa 6
| Miejsce |                 | HAW | DAV | GOU | MAG | GIL | CAR | GUO | Frejmy W–L | Mecze W–L | Punkty |
| ------- | --------------- | --- | --- | --- | --- | --- | --- | --- | ---------- | --------- | ------ |
| 1       | Barry Hawkins   | X   | 3   | 3   | 1   | 3   | 3   | 3   | 16-7       | 5-1       | 5      |
| 2       | Mark Davis      | 1   | X   | 3   | 3   | 1   | 3   | 3   | 14-11      | 4-2       | 4      |
| 3       | Martin Gould    | 0   | 1   | X   | 3   | 3   | 3   | 3   | 13-8       | 4-2       | 4      |
| 4       | Stephen Maguire | 3   | 2   | 0   | X   | 3   | 3   | 0   | 11-14      | 3-3       | 3      |
| 5       | David Gilbert   | 1   | 3   | 0   | 2   | X   | 2   | 3   | 11-13      | 2-4       | 2      |
| 6       | Allister Carter | 1   | 0   | 2   | 2   | 3   | X   | 3   | 11-14      | 2-4       | 2      |
| 7       | Xiao Guodong    | 1   | 2   | 0   | 3   | 0   | 0   | X   | 6-15       | 1-5       | 1      |

- Xiao Guodong 0-3 Martin Gould
- Mark Davis 3-0 Allister Carter
- David Gilbert 3-0 Xiao Guodong
- Stephen Maguire 3-1 Barry Hawkins
- Martin Gould 1-3 Mark Davis
- Allister Carter 2-3 Stephen Maguire
- Xiao Guodong 2-3 Mark Davis
- Barry Hawkins 3-1 David Gilbert
- Martin Gould 3-2 Allister Carter
- Stephen Maguire 3-2 David Gilbert
- Barry Hawkins 3-1 Allister Carter
- Mark Davis 1-3 David Gilbert
- Xiao Guodong 1-3 Barry Hawkins
- Martin Gould 3-0 Stephen Maguire
- Mark Davis 1-3 Barry Hawkins
- Allister Carter 3-2 David Gilbert
- Xiao Guodong 3-0 Stephen Maguire
- Martin Gould 3-0 David Gilbert
- Mark Davis 3-2 Stephen Maguire
- Martin Gould 0-3 Barry Hawkins
- Xiao Guodong 0-3 Allister Carter

|  |                          |                          |                          |              |   |                      |                      |                      |
|  | Półfinały Do 3 wygranych | Półfinały Do 3 wygranych | Półfinały Do 3 wygranych |              |   | Finał Do 3 wygranych | Finał Do 3 wygranych | Finał Do 3 wygranych |
|  | Półfinały Do 3 wygranych | Półfinały Do 3 wygranych | Półfinały Do 3 wygranych |              |   | Finał Do 3 wygranych | Finał Do 3 wygranych | Finał Do 3 wygranych |
|  |                          |                          |                          |              |   |                      |                      |                      |
|  |                          |                          |                          |              |   |                      |                      |                      |
|  | Anglia                   | Barry Hawkins            | 3                        |              |   |                      |                      |                      |
|  | Anglia                   | Barry Hawkins            | 3                        |              |   |                      |                      |                      |
|  | Szkocja                  | Stephen Maguire          | 1                        |              |   |                      |                      |                      |
|  | Szkocja                  | Stephen Maguire          | 1                        |              |   | Anglia               | Barry Hawkins        | 2                    |
|  |                          |                          |                          |              |   | Anglia               | Barry Hawkins        | 2                    |
|  |                          |                          | Anglia                   | Martin Gould | 3 |                      |                      |                      |
|  | Anglia                   | Mark Davis               | Anglia                   | Martin Gould | 3 | 1                    |                      |                      |
|  | Anglia                   | Mark Davis               |                          |              |   |                      |                      |                      |
|  | Anglia                   | Martin Gould             | 3                        |              |   |                      |                      |                      |
|  | Anglia                   | Martin Gould             | 3                        |              |   |                      |                      |                      |
|  |                          |                          |                          |              |   |                      |                      |                      |

## Grupa 7
David Gilbert oraz  Barry Hawkins wycofali się z turnieju.
| Miejsce |                  | HIG | SAE | JUN | MAG | DAV | FOR | WHI | Frejmy W–L | Mecze W–L | Punkty |
| ------- | ---------------- | --- | --- | --- | --- | --- | --- | --- | ---------- | --------- | ------ |
| 1       | John Higgins     | X   | 3   | 3   | 3   | 3   | 3   | 3   | 18-2       | 6-0       | 6      |
| 2       | Noppon Saengkham | 1   | X   | 3   | 3   | 3   | 3   | 3   | 16-8       | 5-1       | 5      |
| 3       | Ding Junhui      | 0   | 0   | X   | 3   | 3   | 3   | 3   | 12-11      | 4-2       | 4      |
| 4       | Stephen Maguire  | 0   | 2   | 1   | X   | 2   | 3   | 3   | 11-15      | 2-4       | 2      |
| 5       | Mark Davis       | 0   | 1   | 1   | 3   | X   | 3   | 1   | 9-16       | 2-4       | 2      |
| 6       | Tom Ford         | 0   | 2   | 1   | 1   | 2   | X   | 3   | 9-16       | 1-5       | 1      |
| 7       | Michael White    | 1   | 0   | 2   | 2   | 3   | 1   | X   | 9-16       | 1-5       | 1      |

- John Higgins 3-0 Ding Junhui
- Michael White 0-3 Noppon Saengkham
- Stephen Maguire 0-3 John Higgins
- Mark Davis 3-2 Tom Ford
- Ding Junhui 3-2 Michael White
- Noppon Saengkham 3-1 Mark Davis
- John Higgins 3-1 Michael White
- Tom Ford 1-3 Stephen Maguire
- Ding Junhui 0-3 Noppon Saengkham
- Mark Davis 3-2 Stephen Maguire
- Tom Ford 2-3 Noppon Saengkham
- Michael White 2-3 Stephen Maguire
- John Higgins 3-0 Tom Ford
- Ding Junhui 3-1 Mark Davis
- Michael White 1-3 Tom Ford
- Noppon Saengkham 3-2 Stephen Maguire
- John Higgins 3-0 Mark Davis
- Ding Junhui 3-1 Stephen Maguire
- Michael White 3-1 Mark Davis
- Ding Junhui 3-1 Tom Ford
- John Higgins 3-1 Noppon Saengkham

|  |                          |                          |                          |             |   |                      |                      |                      |
|  | Półfinały Do 3 wygranych | Półfinały Do 3 wygranych | Półfinały Do 3 wygranych |             |   | Finał Do 3 wygranych | Finał Do 3 wygranych | Finał Do 3 wygranych |
|  | Półfinały Do 3 wygranych | Półfinały Do 3 wygranych | Półfinały Do 3 wygranych |             |   | Finał Do 3 wygranych | Finał Do 3 wygranych | Finał Do 3 wygranych |
|  |                          |                          |                          |             |   |                      |                      |                      |
|  |                          |                          |                          |             |   |                      |                      |                      |
|  | Szkocja                  | John Higgins             | 3                        |             |   |                      |                      |                      |
|  | Szkocja                  | John Higgins             | 3                        |             |   |                      |                      |                      |
|  | Szkocja                  | Stephen Maguire          | 1                        |             |   |                      |                      |                      |
|  | Szkocja                  | Stephen Maguire          | 1                        |             |   | Szkocja              | John Higgins         | 3                    |
|  |                          |                          |                          |             |   | Szkocja              | John Higgins         | 3                    |
|  |                          |                          |                          | Ding Junhui | 0 |                      |                      |                      |
|  | Tajlandia                | Noppon Saengkham         | 2                        | Ding Junhui | 0 |                      |                      |                      |
|  | Tajlandia                | Noppon Saengkham         | 2                        |             |   |                      |                      |                      |
|  |                          | Ding Junhui              | 3                        |             |   |                      |                      |                      |
|  |                          | Ding Junhui              | 3                        |             |   |                      |                      |                      |
|  |                          |                          |                          |             |   |                      |                      |                      |

## Grupa Zwycięzców
| Miejsce |                | ROB | GOU | HIG | LIS | SEL | TRU | BIN | Frejmy W–L | Mecze W–L | Punkty |
| ------- | -------------- | --- | --- | --- | --- | --- | --- | --- | ---------- | --------- | ------ |
| 1       | Neil Robertson | X   | 0   | 3   | 3   | 3   | 1   | 3   | 13-10      | 4-2       | 4      |
| 2       | Martin Gould   | 3   | X   | 3   | 3   | 0   | 0   | 3   | 12-9       | 4-2       | 4      |
| 3       | John Higgins   | 1   | 2   | X   | 3   | 3   | 3   | 1   | 13-13      | 3-3       | 3      |
| 4       | Jack Lisowski  | 1   | 0   | 2   | X   | 3   | 3   | 3   | 12-11      | 3-3       | 3      |
| 5       | Mark Selby     | 1   | 3   | 2   | 0   | X   | 3   | 3   | 12-11      | 3-3       | 3      |
| 6       | Judd Trump     | 3   | 3   | 0   | 1   | 1   | X   | 3   | 11-11      | 3-3       | 3      |
| 7       | Stuart Bingham | 1   | 1   | 3   | 1   | 1   | 1   | X   | 8-16       | 1-5       | 1      |

- Neil Robertson 3-1 Jack Lisowski
- Judd Trump 3-1 Stuart Bingham
- Martin Gould 3-2 John Higgins
- Mark Selby 1-3 Neil Robertson
- Jack Lisowski 3-1 Judd Trump
- Stuart Bingham 1-3 Martin Gould
- Neil Robertson 1-3 Judd Trump
- John Higgins 3-2 Mark Selby
- Jack Lisowski 3-1 Stuart Bingham
- Martin Gould 0-3 Mark Selby
- John Higgins 1-3 Stuart Bingham
- Judd Trump 1-3 Mark Selby
- Neil Robertson 3-1 John Higgins
- Jack Lisowski 0-3 Martin Gould
- Judd Trump 0-3 John Higgins
- Stuart Bingham 1-3 Mark Selby
- Neil Robertson 0-3 Martin Gould
- Jack Lisowski 3-0 Mark Selby
- Judd Trump 3-0 Martin Gould
- Jack Lisowski 2-3 John Higgins
- Neil Robertson 3-1 Stuart Bingham

|  |                          |                          |                          |              |   |                      |                      |                      |
|  | Półfinały Do 3 wygranych | Półfinały Do 3 wygranych | Półfinały Do 3 wygranych |              |   | Finał Do 3 wygranych | Finał Do 3 wygranych | Finał Do 3 wygranych |
|  | Półfinały Do 3 wygranych | Półfinały Do 3 wygranych | Półfinały Do 3 wygranych |              |   | Finał Do 3 wygranych | Finał Do 3 wygranych | Finał Do 3 wygranych |
|  |                          |                          |                          |              |   |                      |                      |                      |
|  |                          |                          |                          |              |   |                      |                      |                      |
|  | Australia                | Neil Robertson           | 0                        |              |   |                      |                      |                      |
|  | Australia                | Neil Robertson           | 0                        |              |   |                      |                      |                      |
|  | Anglia                   | Jack Lisowski            | 3                        |              |   |                      |                      |                      |
|  | Anglia                   | Jack Lisowski            | 3                        |              |   | Anglia               | Jack Lisowski        | 1                    |
|  |                          |                          |                          |              |   | Anglia               | Jack Lisowski        | 1                    |
|  |                          |                          | Anglia                   | Martin Gould | 3 |                      |                      |                      |
|  | Anglia                   | Martin Gould             | Anglia                   | Martin Gould | 3 | 3                    |                      |                      |
|  | Anglia                   | Martin Gould             |                          |              |   |                      |                      |                      |
|  | Szkocja                  | John Higgins             | 0                        |              |   |                      |                      |                      |
|  | Szkocja                  | John Higgins             | 0                        |              |   |                      |                      |                      |
|  |                          |                          |                          |              |   |                      |                      |                      |

## Brejki stupunktowe
- 147, 105, 100, 100  David Gilbert
- 143, 143, 143, 141, 139, 139, 135, 122, 113, 113, 110, 109, 107, 103, 102, 100  Mark Selby
- 143, 132, 111, 106, 101, 100  Stuart Bingham
- 142, 137, 136, 127, 125, 115, 111, 110, 109, 105, 105, 104, 103  Judd Trump
- 141, 134, 126, 125, 113, 105  Allister Carter
- 139, 128, 124, 120, 115, 110, 104  Neil Robertson
- 135, 129, 124, 116, 108, 105, 104, 103, 102  Stephen Maguire
- 135, 127, 104, 102  Luca Brecel
- 135  Joe Perry
- 135, 131, 117, 115, 105, 105  Martin Gould
- 135  Ricky Walden
- 134, 121, 120, 120, 105, 105, 101, 101  Barry Hawkins
- 132, 129, 123, 108  Kyren Wilson
- 130, 120, 118, 117, 117  John Higgins
- 127  Tom Ford
- 122  Graeme Dott
- 121, 100  Ding Junhui
- 120, 117  Jimmy Robertson
- 117, 107, 103  Jack Lisowski
- 112, 110  Noppon Saengkham
- 112  Xiao Guodong
- 110  Michael White
- 104  Anthony McGill